# ティラミス

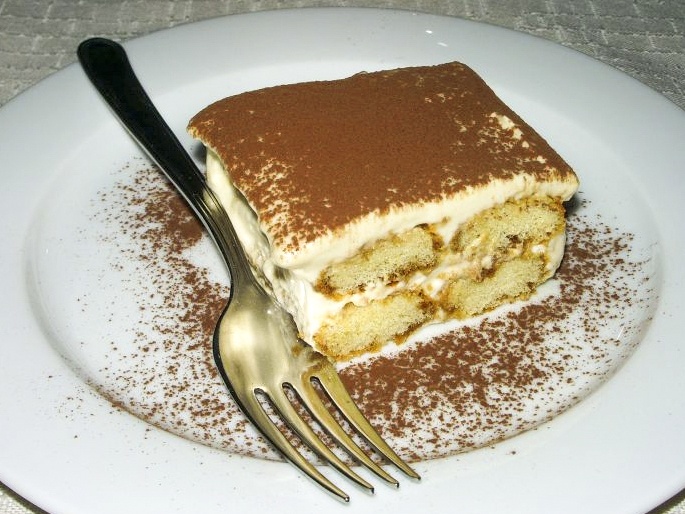
ティラミス。

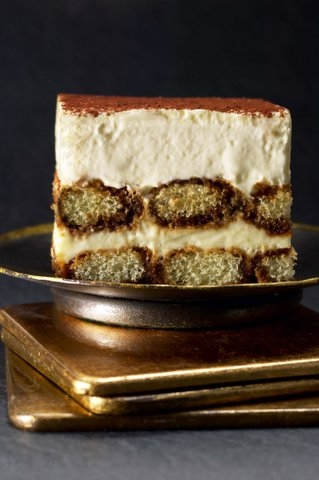
ティラミスの断面。

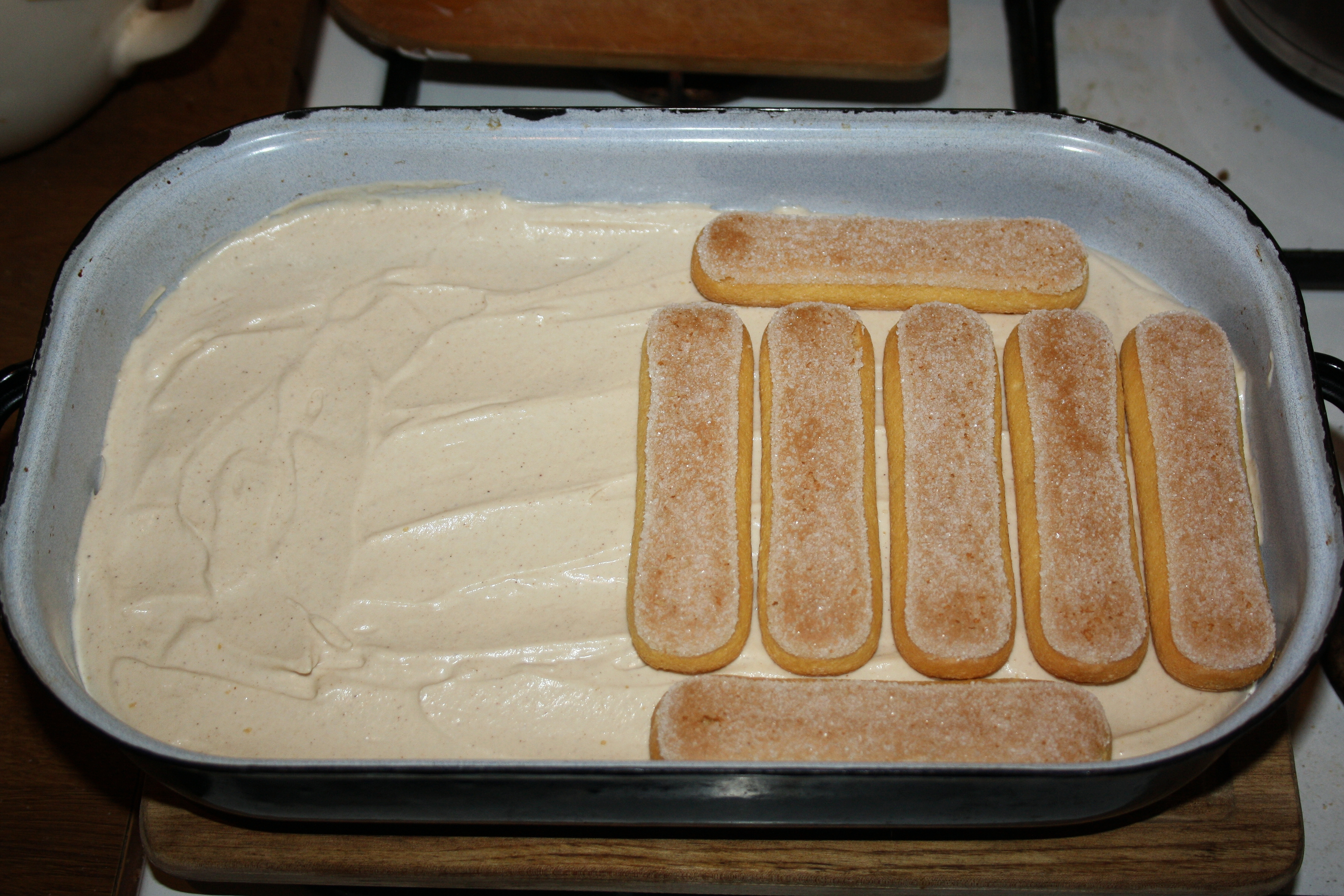
調理の途中。

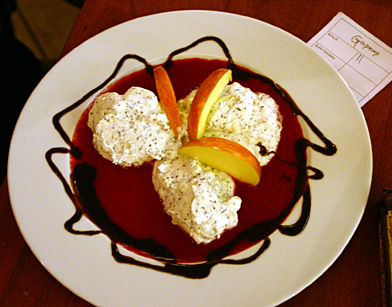
ティラミスの起源となったとされているクレマ・デッラ・ドゥケッサ（crema della duchessa）の現代風盛り付け。

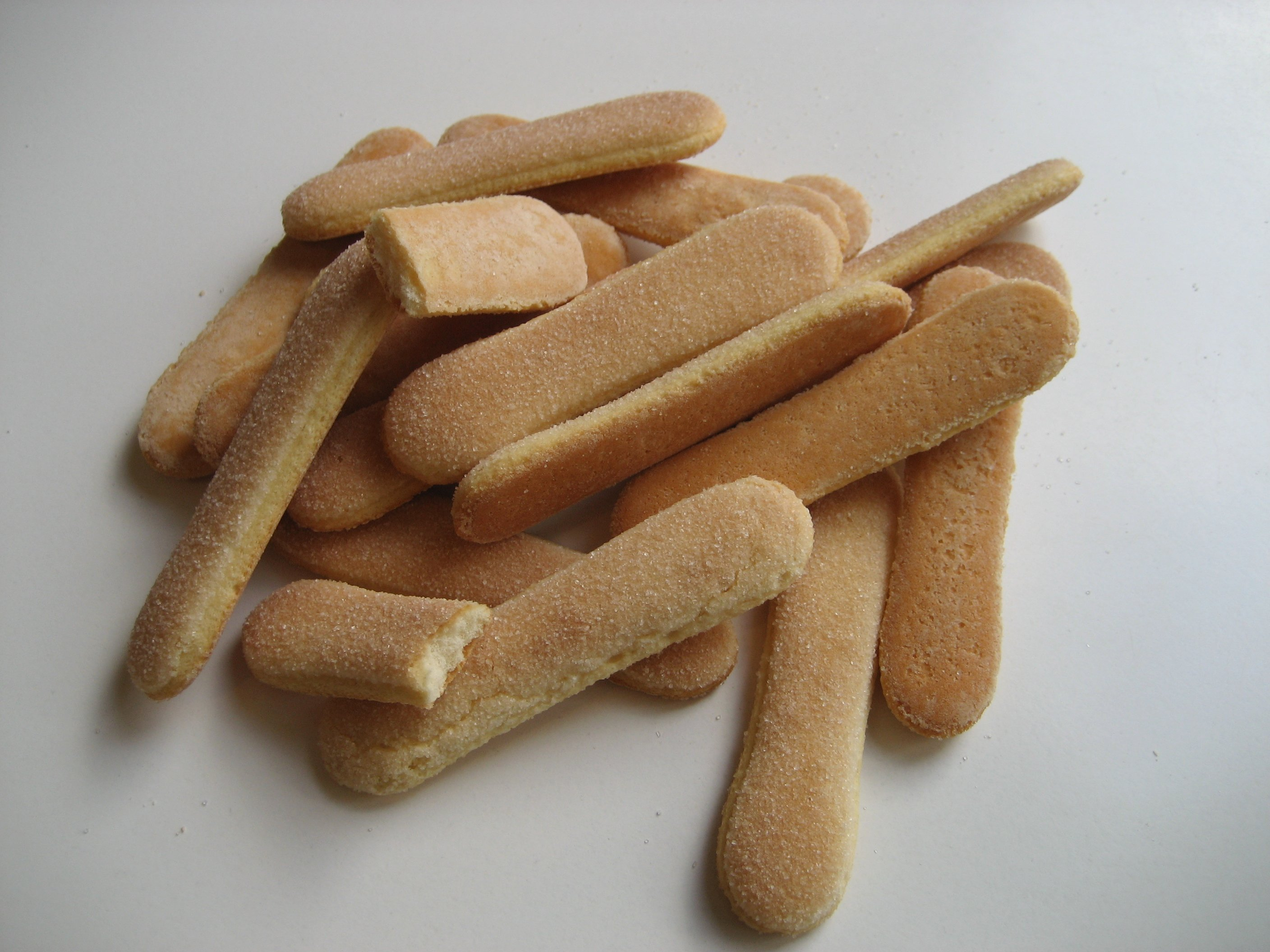
ビスコッティ・サヴォイアルディ。

ティラミス（イタリア語: Tiramisù、ヴェネト語: Tiramesù [tirameˈsu]）は、北イタリア生まれのデザートの一種。
語源の «Tirami su!» はイタリア語で「私を引っ張りあげて」、また転じて「私を元気づけて」の意味。世界的に有名なイタリアのデザート。イタリア北東部ヴェネト州のトレヴィーゾで1970年代に生まれたとされるが、異説もある。

## 作り方
適度な大きさの型にエスプレッソを染み込ませたビスコッティ・サヴォイアルディ（サヴォイアのフィンガービスケット）を敷き詰め、その上からマルサラワイン・砂糖と共に卵黄を温めながらかき立てたカスタードソース「ザバイオーネ」とマスカルポーネチーズを合わせた「ザバイオーネ・クリーム」を流し入れ、同工程を2 - 3層繰り返し、型を埋め尽くし冷し固める。仕上げは表面にココアパウダーをふりかけて風味付ける。

## 歴史

### 世界
ヴェネト州政府によれば、ティラミスは1970年代に同州トレヴィーゾのレストラン「レ・ベッケリエ」において創作された。しかし、1950年代に隣接するフリウリ＝ヴェネツィア・ジュリア州のレストランで考案されたものとする見解もあり、ティラミス発祥の土地や年代をめぐっては論争が存在する。「レ・ベッケリエ」でティラミスを考案したとされるイタリア人菓子職人アド・カンペオル (Ado Campeol) は「ティラミスの父」として知られた。原料のマスカルポーネはロンバルディア州のチーズ、ビスコッティおよびクリームのベースとなるザバイオーネはピエモンテ州の郷土デザートである。
米国では1970年代終わりから1980年代初めにかけてブームになった。

### 日本
日本にティラミスが入ってきたのは、1980年代半ばのことになる。
当時の日本ではイタ飯ブームが起きており、イタリアで話題となっていたティラミスに目を付けたのが日本の油脂メーカーであった。当時、高級食材であったマスカルポーネ・チーズの代替食品として大豆油脂から作った疑似チーズを開発し「マスカポーネ」と命名して業務用に販売を始めた。
これによって、ティラミスはレストランでの提供にとどまらず、日本全国の洋菓子店やコンビニエンスストアで販売されることになった。安価な代替材料の開発と簡易なレシピ、それに後に糸井重里が「名前がテトリスに似ているので受けると思った」（『Hanako』1993年12月31日号掲載）と回想するようなネーミング、語感によって、日本のティラミスブームは大躍進することになった。
ブームというものは、とかく急上昇すれば急降下するもので、日本におけるティラミスブームは1990年代にピークを迎えると、早くも1992年には「流行を気にする女の子にとっては気恥ずかしい」菓子となっていたことを 畑中三応子は著作『ファッションフード、あります。 :はやりの食べ物クロニクル1970-2010』（2013年、紀伊國屋書店、ISBN 978-4314010979）で述べている。

## レ・ベッケリエ
レ・ベッケリエ（Le Beccherie）は、ティラミス発祥の地と言われるヴェネト州トレヴィーゾにあったレストランで、シェフのロベルト・リングアノットがバニラアイスクリームを作っている際の手違いから生まれたと言われている。
リングアノットが卵と砂糖の入ったボウルに誤ってマスカルポーネチーズを落としてしまったのだが、それがとてもよい味だったので、アド・カンペオルの妻アルバに伝えた。2人は試行錯誤し、最終的にコーヒーに浸したビスコッティ・ザヴォイアルテを加え、ココアをふりかけて「ティラミス」を完成させた。
オーナーであったアド・カンペオルは2021年10月30日に93歳で死去。ヴェネト州知事のルカ・ザイアが自身のFacebookで哀悼の意を表した。